# Strošinci
Strošinci este un sat din Croația, situat în apropierea graniței cu Serbia, lângă comuna Vrbanja. Conform recensământului din anul 2011, populația satului se ridică la 492 de locuitori.

## Personalități născute la Strošinci
- Radivoje Ognjanović